# Warm (Liège)
Warm est une radio musicale entièrement consacrée à la musique électronique. Elle émet en modulation de fréquence pour être reçue à Liège et en streaming sur internet pour le monde entier.
Un son « Warm » est un son analogique (issu d’un synthétiseur) qui regroupe souvent plusieurs notes (plusieurs fréquences) en harmonie. Il a la particularité de donner une impression de chaleur dans le timbre. Le terme de « Warm Sound » ou « Fat Sound » est très souvent utilisé dans le monde de la composition de musique électronique pour définir une telle sonorité (par exemple l'aide d'un Minimoog ou d’autres synthétiseurs et systèmes modulaires.

## Historique
Lancée le 19 juin 2004, elle a dans un premier temps diffusé son programme sur une fréquence pour Liège. Elle est rapidement élue 3e radio belge par le magazine spécialisé dans la musique électronique Outsoon.
Elle est officiellement reconnue par le CSA en juin 2008 en obtenant l'autorisation d'émettre en modulation de fréquence pour être reçue à Liège.
En plus de ses activités radiophoniques, la radio participe à l'organisation de nombreux événements dans la région, dont les "Garden Parties" dont elle est à l'origine de la création dans la région,.
Dès 2009, elle rejoint les anciens studios de Ciel FM en les partageant avec Panach FM.
En 2019, elle fait partie des radios reconduites pour 9 ans à Liège .